# 井川町タクミ田
井川町タクミ田（いかわちょうタクミだ）は、徳島県三好市の町名。郵便番号は779-4803。

## 地理
三好市の北東部に位置。北は井川町中村流、西は井川町島・井川町吉岡、東は井川町野津後流・井川町野津後にそれぞれ接する。また北東端は吉野川に接し、吉野川を挟んで三好郡東みよし町と接している。
地域の中央を東西にJR徳島線が通り、更にそのすぐ南を国道192号が走る。

### 河川
- 吉野川

## 歴史
- 2006年（平成18年）3月1日 - 三好郡井川町が三野町・池田町・山城町・東祖谷山村・西祖谷山村と合併して三好市が発足し、現在の町名となる。

## 世帯数と人口
2021年（令和3年）11月30日現在の世帯数と人口は以下の通りである。
| 町丁           | 世帯数 | 人口  |
| -------------- | ------ | ----- |
| 井川町タクミ田 | 73世帯 | 160人 |

## 施設
- 三好市立井川中学校

## 交通

### 鉄道
- 最寄り駅はJR徳島線の辻駅。

### 道路
国道
- 国道192号